# 밥 케인 (야구인)
로버트 맥스 "슈거" 케인(영어: Robert Max "Sugar" Cain, 1924년 1월 16일~1997년 4월 8일)은 미국의 프로 야구 선수로, 포지션은 투수였다. 1949년부터 1954년까지 6시즌 동안 메이저 리그 베이스볼(MLB)의 시카고 화이트삭스, 디트로이트 타이거스, 세인트루이스 브라운스에서 뛰었다.
1951년 8월 19일 세인트루이스 브라운스와의 경기에서 메이저 리그 역사상 키가 가장 작은 선수였던 에디 개델을 상대로 볼넷을 허용했다.